# Brampton Beast
Brampton Beast – kanadyjski klub hokeja na lodzie z siedzibą w Brampton w prowincji Ontario.
Klub został założony w 2013. W sezonie 2013/2014 drużyna występowała w rozgrywkach Central Hockey League. W 2014 klub przystąpił do rozgrywek ECHL i od tego czasu jest w nim jednym z dwóch kanadyjskich przedstawicieli.
Drużyna stanowi zespół farmerski dla klubów Montreal Canadiens w NHL oraz Laval Rocket w AHL.